# Monospetri község
Monospetri község (románul: Comuna Petreu) község Bihar megyében, Romániában. Központja Monospetri, beosztott falvai Apátkeresztúr, Vedresábrány, Érfancsika.

## Népessége
2011-ben a községnek összesen 3041 lakosa volt, ebből magyar 2078 (68,3 %), román 939, cigány 13, egyéb anyanyelvű 9.

## Története
2022-ig a község székhelye Vedresábrány volt, neve is Vedresábrány község.